# Нові Мости (Люблінське воєводство)
Нові Мости (пол. Nowe Mosty) — село в Польщі, у гміні Подедвуже Парчівського повіту Люблінського воєводства.
У 1975-1998 роках село належало до Білопідляського воєводства.